# Lone Ranger
Lone Ranger, vero nome John Reid, in italiano conosciuto anche con i nomi Il Cavaliere solitario e Il Ranger solitario, è un personaggio immaginario divenuto un mito ricorrente della cultura popolare americana.
Il personaggio venne popolarizzato nel 1933 da uno spettacolo radiofonico trasmesso dall'emittente WXYZ e nel 1949 divenne il protagonista di una serie televisiva che perdurò fino al 1957 e che ebbe come attore principale Clayton Moore. Lo stesso Moore presterà il volto al Cavaliere solitario nel film del 1956 e in quello del 1958. Molti anni dopo, nel 2013, uscì un terzo film narrante le avventure del celebre pistolero.